# RSF Social Finance
RSF Social Finance — американский частный фонд, специализирующийся на инвестициях социального воздействия и венчурной филантропии. Базируется в Сан-Франциско, является кредитно-инвестиционным подразделением Rudolf Steiner Foundation, основанного в 1936 году последователями философа Рудольфа Штейнера. У фонда имеется свыше 1,6 тыс. клиентов. С 1984 года RSF Social Finance предоставил кредитов на 275 млн долларов и грантов на более чем 100 млн долларов социальным предприятиям и некоммерческим организациям мира (каждый год фонд добавляет в свой портфель по 25 новых социальных предприятий). По состоянию на 2013 год его общие активы превысили 160 млн долларов, доход составил 18,6 млн долларов. В течение 30 лет RSF Social Finance последовательно предоставлял положительный возврат инвестиций своим клиентам.
RSF Social Finance финансирует молодые организации, которые улучшают социально-экономические условия в бедных регионах, занимаются микрофинансовыми операциями и продвигают принципы справедливой торговли, но не могут получить доступ к капиталам в традиционной банковской среде. Фонд специализируется на кредитовании трёх основных направлений деятельности: сельское хозяйство и органические продукты; образование и искусство; решение экологических проблем и охрана окружающей среды. RSF Social Finance придерживается прозрачных схем в выборе получателей кредитов, публично публикуя списки заемщиков. Также фонд регулярно проводит открытые встречи, на которых определяет процентные ставки по кредитам. 
В 2008 году RSF Social Finance создал компанию RSF Capital Management, которая специализируется на работе с коммерческими социальными предприятиями.  